# NGC 512
NGC 512 é uma galáxia espiral (Sab) localizada na direcção da constelação de Andrômeda. Possui uma declinação de +33° 54' 26" e uma ascensão recta de 1 hora, 23 minutos e 59,8 segundos.
A galáxia NGC 512 foi descoberta em 1827 por John Herschel.